# Шодене-ле-Шато
Шодене́-ле-Шато́ (фр. Chaudenay-le-Château) — коммуна во Франции, находится в регионе Бургундия. Департамент коммуны — Кот-д’Ор. Входит в состав кантона Блиньи-сюр-Уш. Округ коммуны — Бон.
Код INSEE коммуны — 21156.

## Население
Население коммуны на 2010 год составляло 47 человек.
| 1962 | 1968 | 1975 | 1982 | 1990 | 1999 | 2010 |
| ---- | ---- | ---- | ---- | ---- | ---- | ---- |
| 36   | 35   | 29   | 28   | 33   | 36   | 47   |

## Экономика
В 2010 году среди 27 человек трудоспособного возраста (15—64 лет) 23 были экономически активными, 4 — неактивными (показатель активности — 85,2 %, в 1999 году было 73,9 %). Из 23 активных жителей работали 20 человек (13 мужчин и 7 женщин), безработных было 3 (1 человек и 2 женщины). Среди 4 неактивных 0 человек были учениками или студентами, 3 — пенсионерами, 1 был неактивным по другим причинам.